# Night Swim (film)
Pour l’article homonyme, voir Night Swim.
Pour plus de détails, voir Fiche technique et Distribution.
Night Swim est un film américain réalisé par Bryce McGuire et sorti en 2024.
Il est basé sur le court métrage du même titre réalisé par McGuire et Rod Blackhurst en 2014, dans lequel une famille s'aperçoit que d'étranges phénomènes se déroulent dans la piscine de leur jardin.

## Synopsis
En raison d'une maladie neurodégénérative, le joueur de baseball Ray Waller a dû mettre fin à sa carrière sportive prématurément. Il emménage dans une nouvelle maison avec sa femme Eve et leurs deux enfants Izzy et Elliot. Dans le jardin se trouve une mystérieuse piscine. Quand Ray met en service sa piscine pour l'utiliser, il libère involontairement une force malveillante, qui hante désormais les lieux.

## Fiche technique
Sauf indication contraire, les informations mentionnées dans cette section peuvent être confirmées par la base de données cinématographiques IMDb,  présente dans la section « Liens externes ».
- Réalisation : Bryce McGuire
- Scénario : Bryce McGuire, d'après une histoire de Bryce McGuire et Rod Blackhurst, d'après leur court métrage
- Musique : Mark Korven[2]
- Photographie : Charlie Sarroff[2]
- Montage : Jeff McEvoy
- Producteurs : James Wan et Jason Blum
- Sociétés de production : Atomic Monster et Blumhouse Productions
- Distribution : Universal Pictures
- Budget : N/A
- Pays de production :  États-Unis, USA
- Langue originale : anglais
- Format : couleur
- Genre : thriller horrifique, fantastique
- Durée : 98 minutes
- Dates de sortie : 
  - France : 3 janvier 2024
  - États-Unis : 5 janvier 2024[3].
- Classification[4] :
  - États-Unis : PG-13

## Distribution
- Wyatt Russell (VF : Gilduin Tissier) : Ray Waller
- Kerry Condon (VF : Anne Dolan) : Eve Waller
- Amélie Hoeferle (VF : Jaynélia Coadou) : Izzy Waller
- Gavin Warren (en) (VF : Cécile Gatto) : Elliot Waller
- Nancy Lenehan[5] (VF : Annie Le Youdec) : Kay, l'agente immobilière
- Jodi Long (VF : Blanche Ravalec) : Lucy Summers
- Ayazhan (VF : Lisa Caruso) : Rebecca Summers
- Rahnuma Panthaky (VF : Fily Keita) : Dr Sridhar, la neurologue
- Eddie Martinez (VF : Damien Ferrette) : E, le coach
- Ellie Araiza (VF : Caroline Bourg) : Angel, la femme du coach
- Aivan Uttapa (VF : Fanny Bloc) : Ty, le fils du coach
- Elijah J. Roberts (VF : Stevie Tomi) : Ronin, le petit-ami d'Izzy
- Joziah Lagondoy (VF : Esteban Oertli) : Tommy
- Ben Sinclair (VF : Cédric Dumond) : le technicien de piscine

 Source et légende : version française (VF) sur RS Doublage

## Production
Le tournage débute en avril 2023 à Altadena en Californie, et dans la région de Los Angeles, et a duré 34 jours.

## Critiques
En France, le site Allociné propose une moyenne de 2,0⁄5, d'après l'interprétation de 4 critiques de presse.